# Clarence Clemons
Clarence Anicholas Clemons, Jr., znám také pod přezdívkou The Big Man (11. ledna 1942 Norfolk, Virginie – 18. června 2011 Palm Beach, Florida), byl americký saxofonista, zpěvák, hudební skladatel a herec, který se nejvíce proslavil jako člen skupiny E Street Band Bruce Springsteena, se kterou hrál od roku 1972 až do své smrti. Spolupracoval také s mnoha dalšími hudebníky, mezi které patří i Lady Gaga, se kterou nahrál několik měsíců před smrtí album Born This Way. Konkrétně píseň The Edge Of Glory a píseň Hair. Jeho žena avšak prozradila, že Clarence a Lady Gaga nahráli tři písně.